# Saga (prefeitura)

O Selo da Prefeitura de Saga

A Bandeira da Prefeitura de Saga

Saga (佐賀県, Saga-ken) é uma prefeitura na parte noroeste da ilha de Kyushu, Japão. Ela toca tanto o Mar do Japão e Mar de Ariake. A parte ocidental da prefeitura é uma região famosa por produzir cerâmicas e porcelana, particularmente as vilas de Karatsu, Imari, e Arita. A capital é a cidade de Saga.

## História
Antigamente, essa área, junto da prefeitura de Nagasaki era chamada de Província de Hizen. O nome atual data do período da Restauração Meiji. O plantio do arroz prospera nessa região desde tempos antigos e vestígos disso podem ser encontrados em ruínas presentes na prefeitura.
Entre os períodos de Kamakura e Muromachi, cerca de 100 clãs existiram nessa região. Também exerceu grande influência durante esse tempo um clã samurai que atuava ao longo do Mar de Genkai, chamado Matsuratō. No início do período Sengoku, o clã Ryūzōji expandiu seu controle sobre as províncias de Hizen e Chikugo, além de partes das províncias de Higo e Chikuzen. Após a morte do daimyō Ryūzōji Takanobu, Nabeshima Naoshige tomou o controle político da região e, em 1607, todo o antigo território do clã Ryūzōji estava sob o domínio do clã Nabeshima.
No período Edo essa área foi denominada Domínio de Saga (佐賀藩 Saga-han), e incluía três sub-domínios: Hasunoike, Ogi e Kashima. Também dentro das atuais fronteiras da prefeitura estavam os Domínios de Karatsu (唐津藩 Karatsu-han) e Tsushima-Fuchū (対馬府中藩 Tsushimafuchū-han). A região continuou a ser dominada pelo clã Nabeshima, sem relativas manifestações. Perto da metade so século XIX, Nabeshima Naomasa diminuiu o número de governantes oficiais e incentivou a indústria local, como a porcelana Arita, o chá verde e o carvão. Também, graças à proximidade do porto internacional de Nagasaki, novas tecnologias foram introduzidas.
Após a Guerra Boshin, muitas pessoas apoiaram a Restauração Meiji. Na era Meiji, a modernização das minas de carvão em Kishima motivou a construção de estradas de ferro na região.

## Geografia
Menor prefeitura de Kyūshū, Saga está localizada no noroeste da ilha, cercada pelo mar de Genkai e o estreito de Tsushima ao norte e o Mar de Ariake ao sul. Faz fronteira com as prefeituras de Nagasaki, à oeste, e Fukuoka, ao leste. Devido a sua proximidade com o continente, a prefeitura foi um importante meio de entrada de culturas estrangeiras. Formado por uma grande rural, suas maiores cidades são Saga e Karatsu. Áreas rurais e florestas compõem mais da metade do território.

### Cidades
Em negrito, a capital da prefeitura.
- Imari
- Karatsu
- Kashima
- Ogi
- Saga
- Takeo
- Taku
- Tosu
- Ureshino

### Distritos
- Distrito de Fujitsu
- Distrito de Higashimatsuura
- Distrito de Kanzaki
- Distrito de Kishima
- Distrito de Miyaki
- Distrito de Nishimatsuura
- Distrito de Saga

## Economia
Agricultura, silvicultura e pesca costeira formam a maior parte da economia de Saga. Os principais alimentos produzidos são a carne de Saga, cebolas e morangos. A prefeitura é o maior produtor de mochigome (arroz glutinoso) e de tangerina produzida em estufa do país.

## Demografia
Segundo o censo de 2002, 873.885 pessoas viviam em Saga. Desses,
- 15,9%, possuíam entre 0 e 14 anos
- 62,7%, possuíam entre 15 e 64 anos
- 21,4%, possuíam mais de 65 anos

Além disso, 3.596 eram estrangeiros e 307 estudantes vivendo na prefeitura.

## Cultura
Arita, Imari e Karatsu são famosas por suas porcelanas, sendo que as casas especializadas nisso estão localizadas nessas áreas. Também existem na prefeitura castelos do período que precedeu a Restauração Meiji, além de vilas antigas.

## Transportes

### Aeroviário
- Aeroporto de Saga

### Ferroviário
As maiores estações são as estações de Saga, Tosu, Karatsu e Imari. O novo Kyūshū Shinkansen para na estação Shin-Tosu.
- JR Kyushu
  - Linha Chikuhi
  - Linha Principal de Kagoshima
  - Linha Karatsu
  - Kyūshū Shinkansen
  - Linha Principal de Nagasaki
  - Linha Sasebo
- Matsuura Railway
  - Linha Nishi-Kyūshū
- Amagi Railway
  - Linha Amagi

### Rodoviário
- Pedagiado
  - Nagasaki Expressway, Kyūshū Expressway, Nishikyūshū Expressway
  - Nijō-Hamatama Road, Kyūragi-Taku Road, Kunimi Road, Mitsuse Tunnel
- Rodovias Nacionais
  - Rota 34, Rota 35
  - Rota 202, Rota 203, Rota 204, Rota 207, Rota 263, Rota 264, Rota 323, Rota 385, Rota 444, Rota 498